# Alue Raya (Rantau Selamat)
Alue Raya is een bestuurslaag in het regentschap Aceh Timur van de provincie Atjeh, Indonesië. Alue Raya telt 942 inwoners (volkstelling 2010).